# 히토쓰야나기 나오모리
히토쓰야나기 나오모리(일본어: 一柳直盛 ひとつやなぎ なおもり[*])는 아즈치모모야마 시대부터 에도 시대 전기에 걸친 무장·다이묘이다.

## 생애
나오모리는 도요토미 히데요시의 측근인 미노(현 기후현岐阜県) 가루미니시 성(軽海西城)의 6만석 다이묘였던 히토쓰야나기 나오스에(一柳直末, 다른 이름은 스에야스)의 동생으로 나오스에가 죽자 가독을 상속하였다.
히데요시의 총애 하에 이미 임진왜란 직전 3만 5천석의 다이묘였고 임진왜란에도 수군 장수로 참여하였다(이때 나오모리는 시즈가타케의 칠본창 중 한명이면서 한산도에서 이순신과 맞선 수군 장수 와키자카 야스하루(당시 야스하루는 3만석) 보다 이미 영지가 조금 큼). 도요토미 정권 하에는 오와리 구로다 번의 다이묘로, 에도 막부하에는 이세 간베번 다이묘의 지위에 있었다. 말년의 석고가 6만 8천석까지 늘어났다. 간베 번에서만 35년 정도 다이묘로 있었다. 죽기 직전 막부로부터 전봉 명령이 떨어져 이요 사이조 번의 초대 번주가 되었지만, 영지에 입성하기 전에 사망하였다.

## 사후
장남 나오시게(直重)가 사이조 번주로 그 뒤를 이었고, 차남 나오이에(直家)는 오노小野 번주로, 삼남 나오요리(直賴)는 고마쓰小松 번주로 각각 가독을 분할하여 뒤를 이었다. 사이조 번은 그 뒤 나오모리의 손자인 나오오키(直興) 대에 가이에키 당했지만, 차남과 삼남 집안의 영지인 오노 번과 고마쓰 번은 폐번치현까지 히토쓰야나기(一柳) 가문의 영지로 존속하였다.

## 히토쓰야나기 씨 유래
히토쓰야나기(一柳) 가문은 롯폰기(현 도쿄)라는 지역 이름의 유래가 된 가문 중 하나이기도 하다.
|  | 오와리 구로다 성 성주 (히토쓰야나기가) 1590년 ~ 1601년 | 후임 폐번 및 오와리번에 편입 |

|  | 간베번 번주 (히토쓰야나기가) 1601년 ~ 1636년 | 후임 막부직할령(이시카와 후사나가) |

|  | 제1대 사이조 번 번주 (히토쓰야나기가) 1636년 | 후임 히토쓰야나기 나오시게 |